# Anthophorula truncata
Anthophorula truncata är en biart som beskrevs av González-vaquero och Roig-alsina 2005. Anthophorula truncata ingår i släktet Anthophorula och familjen långtungebin. Inga underarter finns listade i Catalogue of Life.